# Ohrid
|  | Per a altres significats, vegeu «Municipi d'Ohrid». |

Ohrid o Okhrida (macedònic: Okhrid) és una ciutat del sud-oest de Macedònia del Nord, a la riba del llac homònim. A 700 m d'altitud, aquest llac, del qual una part pertany a l'Albània veïna, està envoltat de muntanyes, classificades dins del Parc Nacional de Galičica. El municipi, que té 42.003 habitants (2002), és la capital turística del país i posseeix el seu propi aeroport.
El territori de la ciutat és un dels primers indrets europeus ocupats per l'home. Durant l'antiguitat, una gran ciutat, Lícnidos, va emergir, amb el seu teatre antic i la seva acròpoli. Després de les invasions eslaves del començament de l'edat mitjana, la ciutat esdevingué al segle ix un gran centre religiós i cultural. El Sant Climent d'Ocrida fundà llavors el seu monestir i participa en l'establiment de l'alfabet ciríl·lic i de la cultura bulgaromacedònia. Samuel de Bulgària feu fins i tot d'Ohrid la capital del seu Imperi un segle més tard. Conquerida pels otomans, Ohrid conegué un cert declivi abans d'esdevenir al segle xix un centre de desenvolupament del nacionalisme macedoni. Al segle xx la ciutat tornà a ser la seu de l'Església ortodoxa macedònia autocèfala, que havia estat suprimida pels turcs al segle xviii. El desenvolupament del turisme així com la presa de consciència per a les seves riqueses naturals i històriques aconseguiren el 1979 la classificació de la ciutat com a Patrimoni de la Humanitat.
En macedònic, i les altres llengües eslaves del sud, el nom de la ciutat és Okhrid. En albanès, la ciutat és coneguda com a Ohër o Ohri. Noms històrics inclouen Lychnidus en llatí o Lícnidos (Λύχνιδος), Ocrida (Οχρίδα, Ωχρίδα) i Acrida (Αχρίδα) en grec; els dos darrers noms encara s'utilitzen.

## Geografia

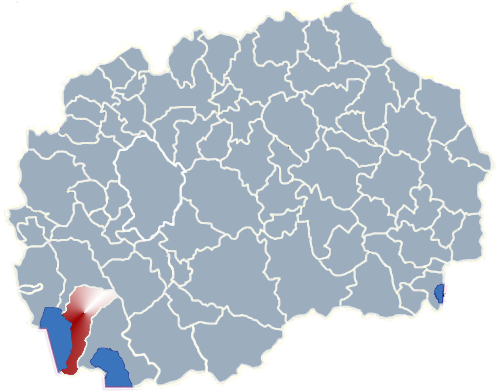
Mapa de situació del municipi

El municipi d'Ohrid està situat al sud-oest de Macedònia del Nord, entre els llacs d'Ohrid i de Prespa, els més grans del país. Està vorejat al sud i a l'oest per Albània, que posseeix un terç del llac d'Ohrid i una part més petita del Prespa, cap al nord-oest pel municipi de Struga i a l'est pel de Resen. Ohrid és igualment limítrof del municipi de Demir Hisar en alguns quilòmetres al seu extrem nord-est.

### Topografia

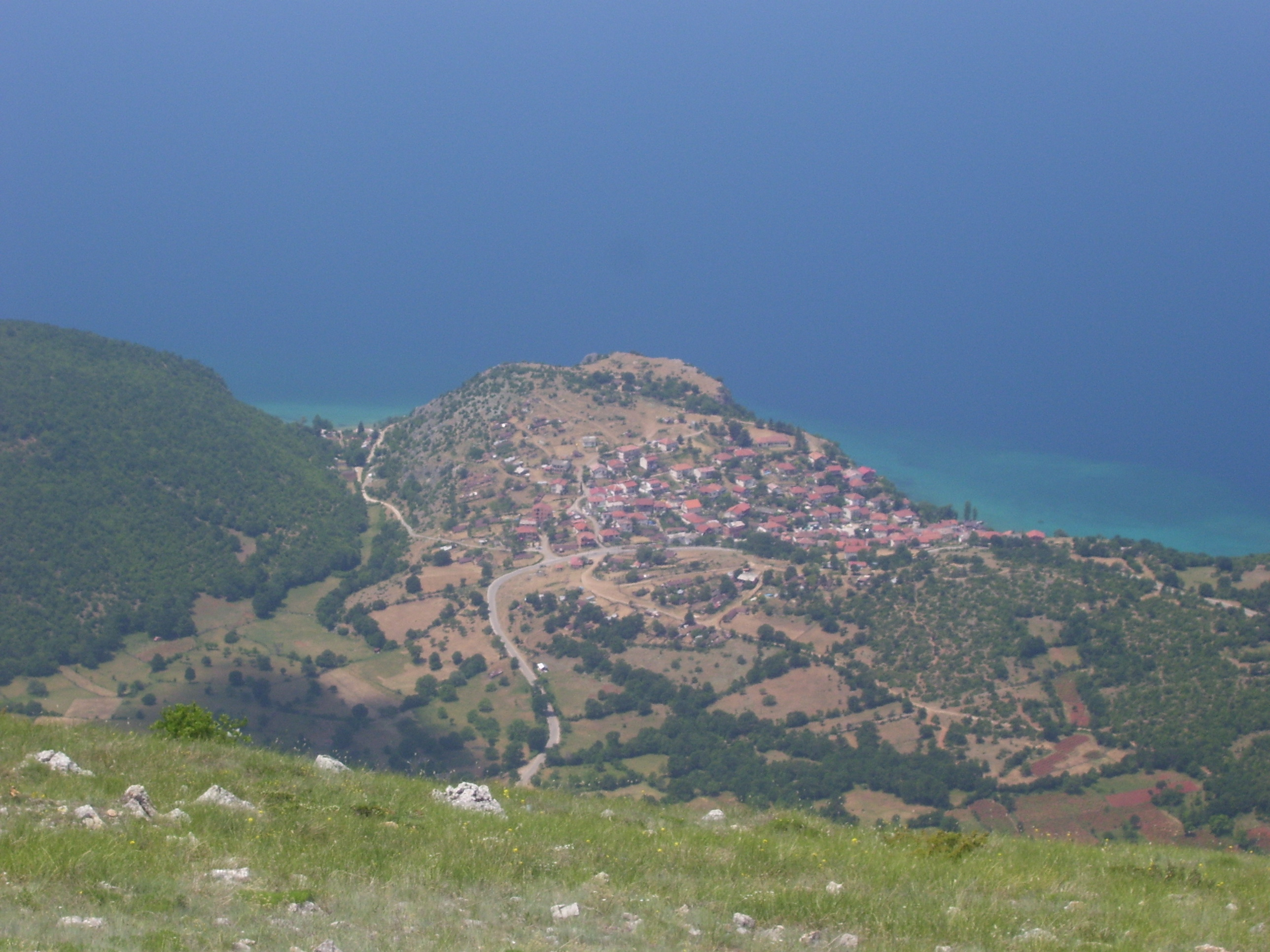
Vila de Trpejca i llac d'Ohrid des de les muntanyes de Galičica

El municipi posseeix una forma allargada, orientada de nord a sud. La ciutat d'Ohrid es troba al centre, sobre el llac epònim. Diversos pobles són igualment a la vora del llac, altres són a les terres a certa distància. El sud del municipi, és a dir l'espai comprès entre els dos llacs, forma el Parc Nacional de Galičica, un dels tres amb què compta Macedònia del Nord. El punt més baix del municipi és el llac d'Ohrid, situat a 695 metres d'altitud. El llac Prespa és a 850 metres i el mont Magaro, al parc, culmina a 2255 metres. El relleu accentuat així com la presència de llacs expliquen una fauna i una flora rics de manera excepcional.

### Geologia i hidrologia

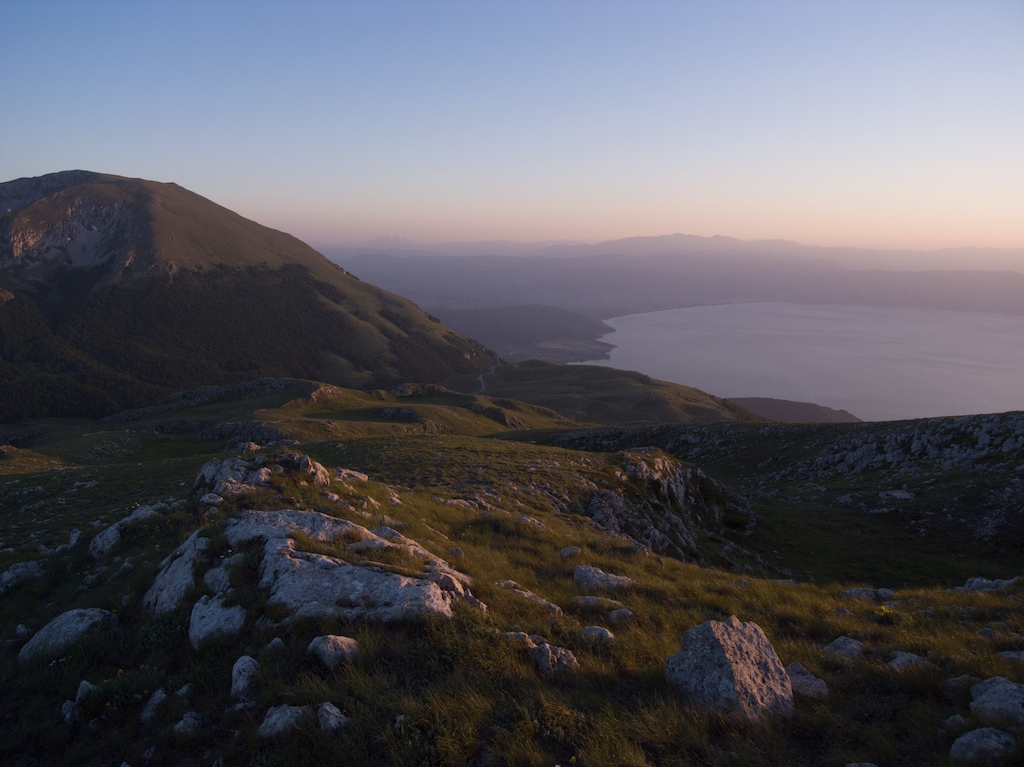
Muntanyes de Galičica

El sòl és format d'una roca calcària, que està perforada per grutes i per esquerdes. Les muntanyes de Galičica són de les més seques del país, ja que la seva roca no reté l'aigua. Per contra, la calcària permet a l'aigua del llac Prespa d'escolar-se sota el massís fins al llac d'Ohrid, que és constantment així proveït, per fonts en profunditat o sobre les seves ribes, com a Sant Naüm.
Les fonts de Sant Naüm són cèlebres pel seu cabal; 7,5 metres cúbics per segon. Formen una petita conca de 30 hectàrees i profunda de 3,5 metres com a màxim. El llac d'Ohrid és el més antic llac d'Europa, havent-se format fa aproximadament 4 milions d'anys, quan un moviment sísmic va crear un enfonsament vertical del sòl. És igualment bastant profund, en la seva part est baixa fins a 288 metres d'altitud.

### Urbanisme
La ciutat d'Ohrid és caracteritzada per un centre dens, a conseqüència de la seva antiguitat. La perifèria és no obstant això més airejada i feta d'immobles moderns i de cases individuals espaiades.
El municipi inclou 28 pobles, localitzats majoritàriament a la vora del llac. Tenen tots menys de 1.000 habitants permanents i viuen de les activitats artesanals i del turisme.

### Transports
Ohrid posseeix un aeroport, el segon de Macedònia del Nord; és anomenat aeroport de Sant Pau i es troba al nord de la ciutat, a mig camí entre Ohrid i Struga. Es tracta d'un petit aeroport de turisme, que posseeix emplaçaments per a vuit avions de comerç i cinc d'aviació general. Té una capacitat de 60.000 passatgers i acull prop de 10.000 avions anualment. Vols regulars es donen tot l'any cap a Zúric; a més hi existeixen vols estacionals a Amsterdam i vols xàrter estacionals a Tal Aviv-Jaffa.
La ciutat està travessada per l'Autopista E65, que enllaça Malmö, a Suècia, a la Canea, a Grècia, i per l'autopista E852, que connecta Tirana, capital d'Albània, a Bucarest.

### Ciutat Vella
La vella ciutat està dominada per la imponent fortalesa de Samuel, que està assentada sobre un dels dos pujols de la ciutat. La seva muralla, llarga de tres quilòmetres, era abans oberta per tres portes, de les quals només la Porta Alta subsisteix. Aquesta fortalesa, mencionada per primera vegada el 209, protegia nombroses construccions tals com les de les botigues i de les cisternes, que li conferien un paper residencial. En el moment de l'arribada dels turcs al segle xv, els habitants van abandonar progressivament la fortalesa i es van anar a instal·lar a la planura.

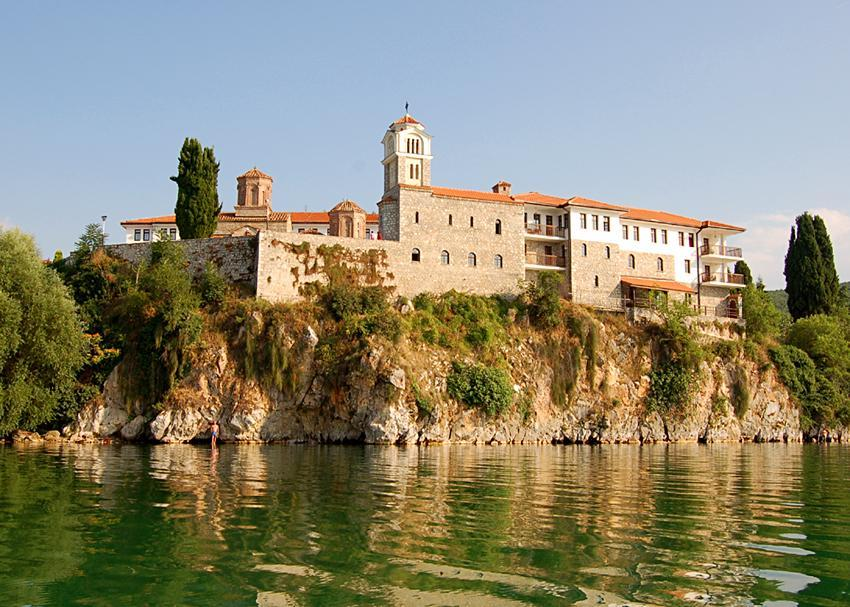
El monestir de Sant Naüm vist des del llac

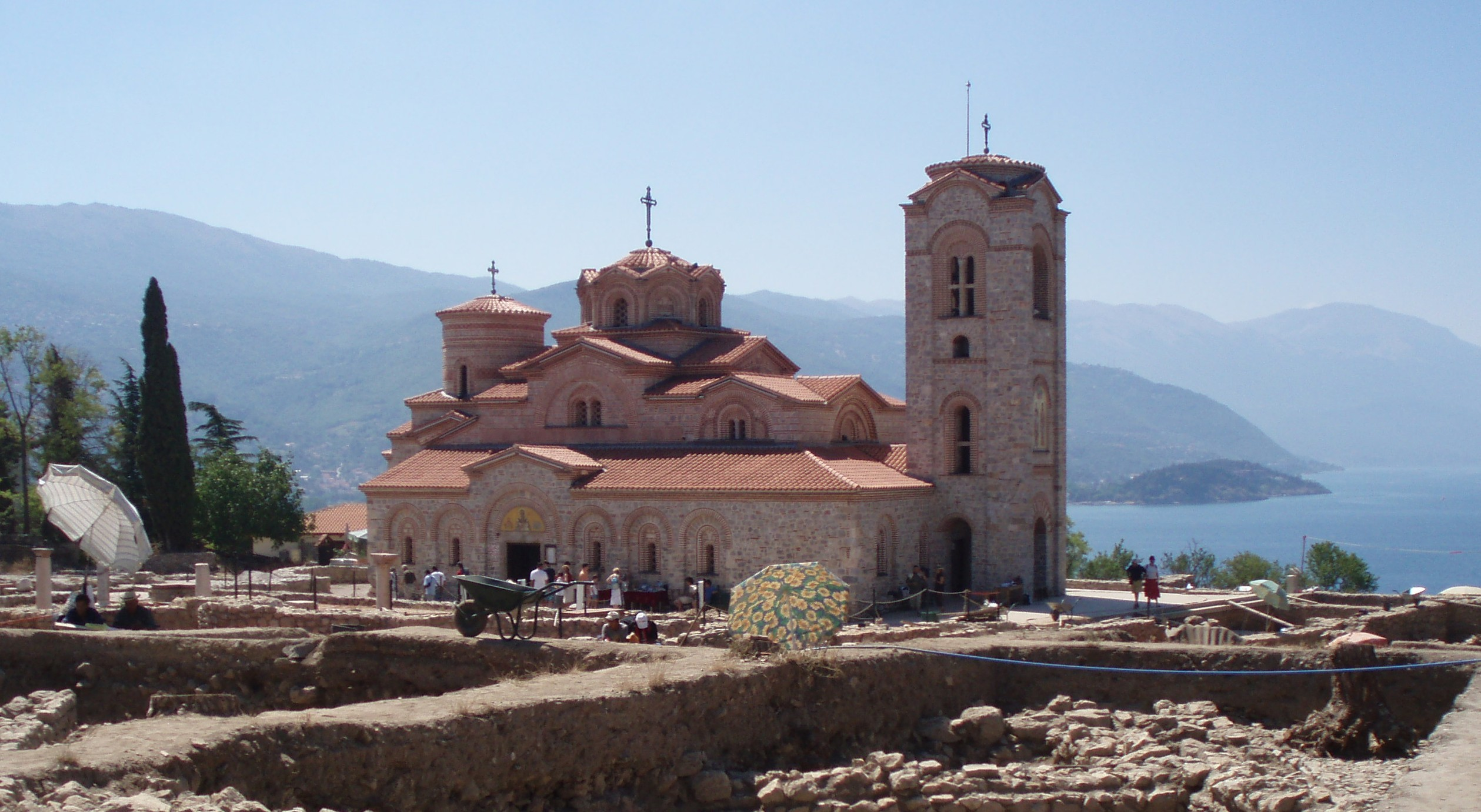
Excavacions arqueològiques al voltant de les esglésies de Plaošnik

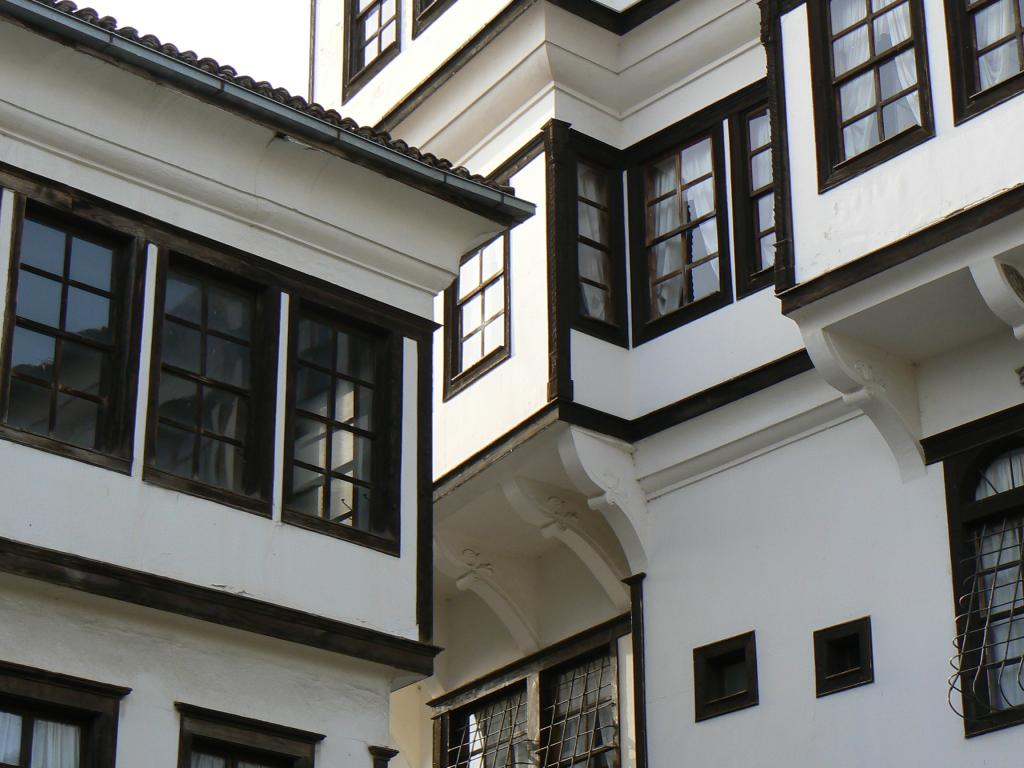
La casa Robev, que allotja el museu nacional

La trama urbana de la ciutat baixa, constituïda de carrers i de carrerons estrets i sinuosos, que remunten a l'edat mitjana, està ben preservada. Queden nombroses cases dels segles xvii i XVIII. Totes posseeixen façanes blanques i estan preparades per tal d'assegurar, per a cadascuna, la vista sobre el llac així com l'accés a la llum del sol.
Prop de la Porta Alta es troba el teatre antic, construït pels grecs i transformat en arena pels romans. Fou destruït per un terratrèmol al segle vi i els baixos relleus així com pedres de construcció foren emprats de nou en diversos monuments posteriors. Acull avui diversos espectacles.
En la part oest de la fortalesa es troba el Monestir de Sant Pantaleó i les esglésies de Plaošnik, construïdes a l'emplaçament del monestir de Sant Climent. L'església de Sant Climent, construïda el 2002, tanca un atri romà i diversos altres vestigis del monestir primitiu, així com la tomba del sant, datada del 916. Conté grans frescs realitzats el 1378. L'església de Sant Climent va ser ampliada nombroses vegades fins al segle xv, quan fou convertida en mesquita. No lluny es troben les ruïnes d'una vasta basílica del segle v, que conserva immensos frescs il·lustrant sobretot paons bevent a una font sagrada.

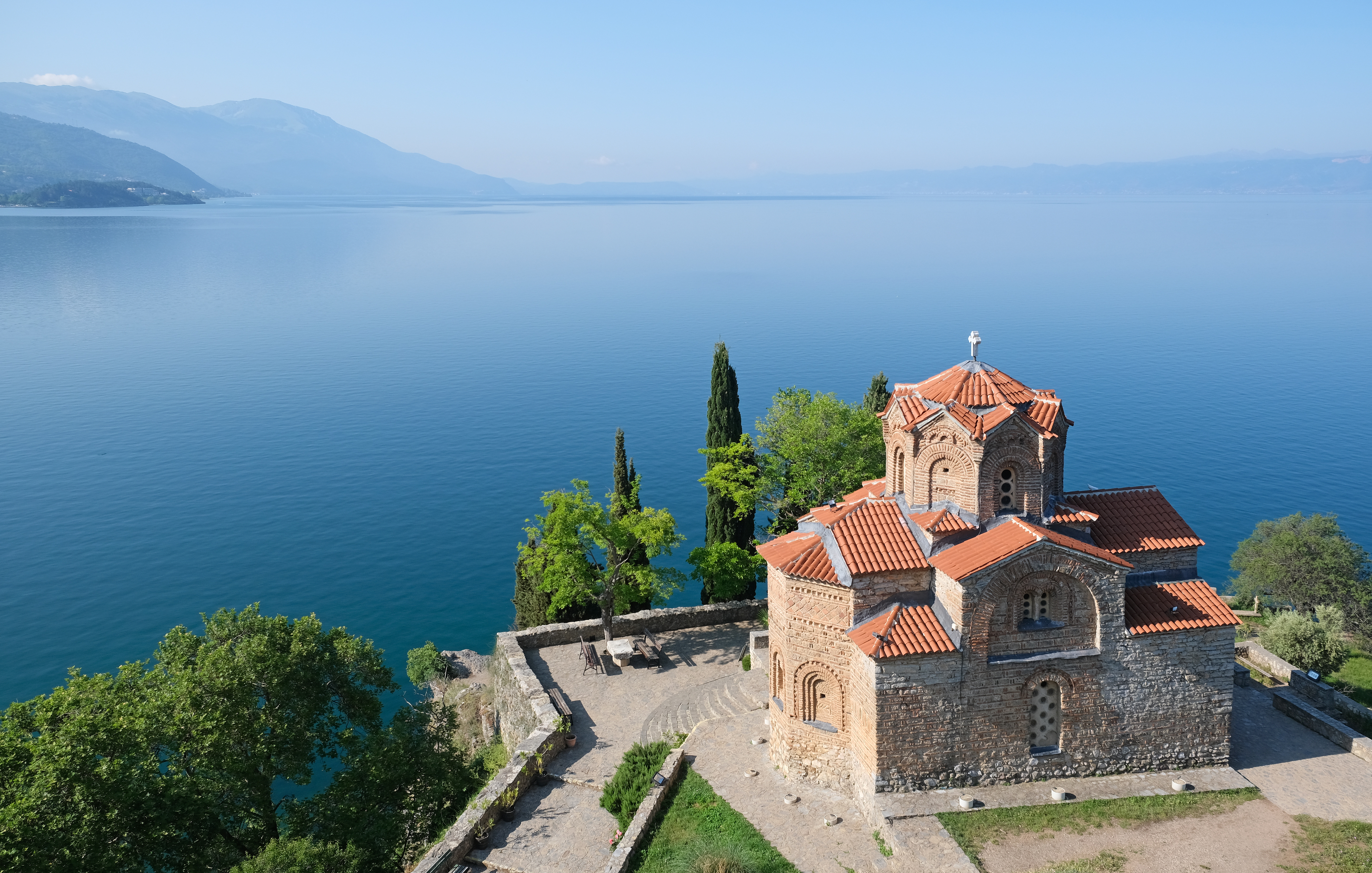
L'església de Sant Joan de Kaneo

Sobre un promontori al damunt del llac, a l'extrem oest de la ciutat vella, està construïda l'església de Sant Joan de Kaneo, que data del segle xiii. Va estar tanmateix degradada del segle xvii al XIX quan va ser abandonada.
La catedral de Santa Sofia, situada en la part baixa de la ciutat, va ser a l'edat mitjana la seu de l'arquebisbat d'Ohrid. Fou construïda al segle xi a l'emplaçament d'una església paleocristiana i les cúpules foren afegides al segle xiv. Els turcs l'han transformat llavors en mesquita després en magatzem i va ser finalment restaurada el 1912 i després en la dècada dels anys 1950.
L'església de Sant Climent i Santa Maria Perívleptos fou construïda sobre un dels dos pujols de la ciutat vella el 1295. Quan la catedral va ser transformada en mesquita, fou allí on es va traslladar l'arquebisbat. Davant aquesta església es troba la galeria de les icones, que conserva obres datant del segle xi al XIX. No lluny es troba un museu de manuscrits eslaus i diverses petites esglésies medievals molt decorades de frescs.
El museu nacional d'Ohrid, instal·lat a la casa Robev, edifici característic del segle xix, és un dels més vells museus del món. Fou fundat el 1516 i reuneix un gran nombre d'objectes trobats en el moment d'escorcolls arqueològics als voltants. El Neolític i el període romà són particularment presents.

### A la rodalia

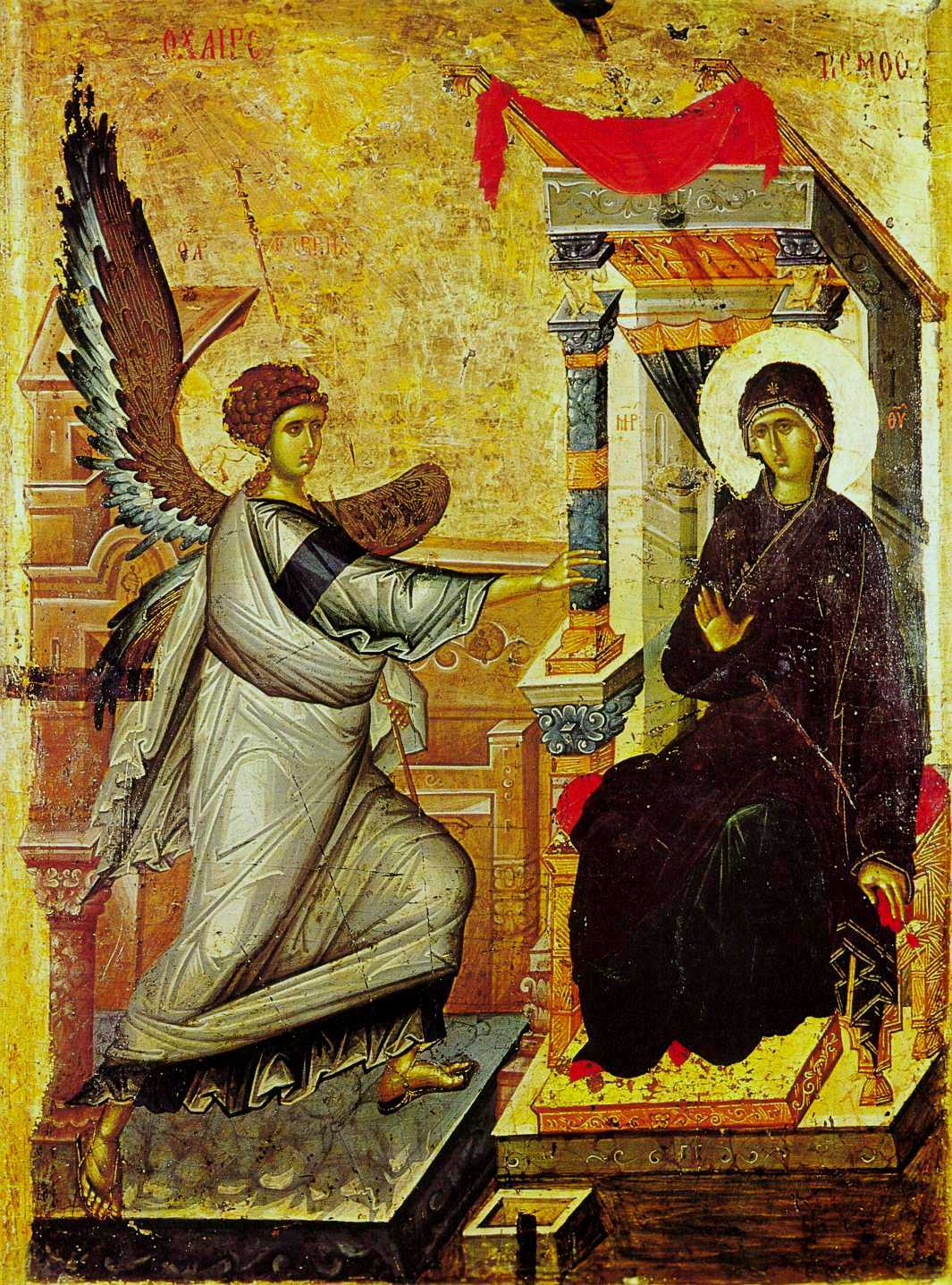
Anunciació a l'església Sant Climent, del començament del

Dalt d'un penya-segat del llac d'Ohrid, prop de la frontera albanesa, es troba el monestir de Sant Naüm. La seva església, construïda pel sant el 900, fou destruïda durant el període otomà i reemplaçat per una construcció del segle xvi, amb una cúpula del segle xviii. El monestir està envoltat per 45 fonts, que aboquen al llac d'Ohrid l'aigua del Prespa.
A les muntanyes, es troben nombroses petites capelles rupestres, decorades de frescs. La més cèlebre és la capella Saint Erasmus, construïda prop de la necròpoli epònima, de la qual els frescs daten del segle xiii.
El Parc Nacional de Galičica és un marc natural excepcional per la seva fauna i la seva flora.

## Història
Anomenada Lícnidos durant l'antiguitat, la ciutat prengué el nom d'Ocrida al segle vi o al vii, en el moment de l'arribada dels eslaus a la regió. Aquest nom ve de la paraula eslava hrid que significa «pujol». La vella ciutat està en efecte construïda sobre un promontori, al qual hi havia la Fortalesa de Samuel, construïda en l'època romana d'Orient.
El llac d'Ohrid no pren el seu nom fins al segle x; abans, els escriptors el continuaren anomenant «llac de Lícnidos». Ohrid ha donat el seu nom específic a la minadora del castanyer (Cameraria ohridella), petita papallona devastadora de les fulles d'aquest arbre.

### Orígens
La ciutat d'Ohrid és coneguda per ser un dels més vell establiments humans d'Europa. Vestigis de cases, tombes i ceràmiques permeten establir una presència al Neolític en alguns pobles al voltant de la ciutat d'Ohrid. Prop del de Gorenci, situat a 9 quilòmetres del centre, dels escorcolls han permès posar al dia de les necròpolis de l'Edat ferro, del període de el Hallstatt. A la regió viu llavors un poble, els enquelans.

### Lícnidos

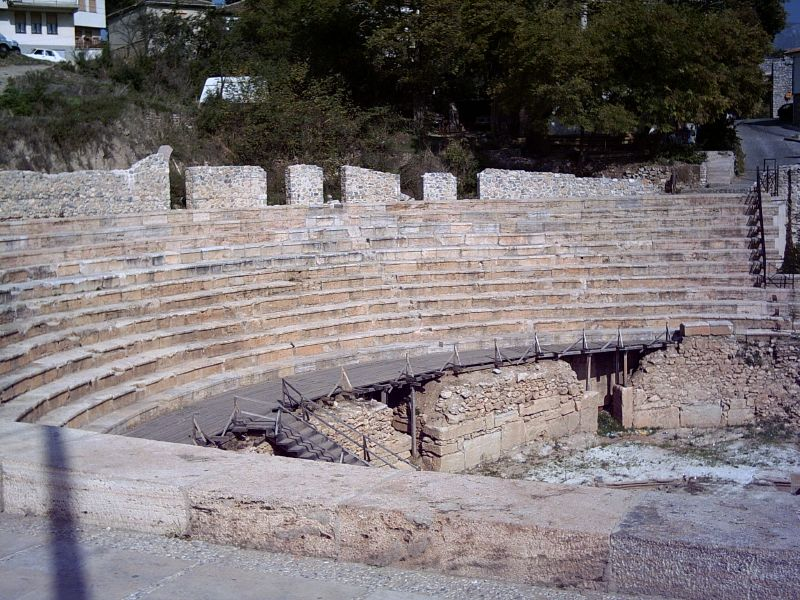
Teatre antic d'Ohrid

A partir del regnat de Filip II al Regne de Macedònia, l'artesanat local va seguir cada vegada més l'art grecomacedoni. Escorcolls va permetre descobrir una antiga ciutat sobre el territori del municipi prop de la necròpoli de Sant Erasme, que posseïa una acròpolis i un teatre.
Fonts escrites romanes i romanes d'Orient permeten afirmar que la ciutat actual d'Ohrid es troba sobre l'antic Lícnidos, que era una etapa important en la via Egnatia, ruta terrestre que enllaçava les ribes de l'Adriàtic i les de la mar Egea.
Després de la conquesta romana, Lícnidos esdevingué la capital de la Desarètia, però va quedar a l'àrea d'influència hel·lenística. Sota la república romana, nombrosos monuments foren construïts a la ciutat i, després, sota l'imperi, és mencionada com a centre episcopal. La primera menció data del conclave de Sàrdica, que es va celebrar el 343; Dionís de Lícnidos, bisbe de la ciutat, en fou un dels signataris.
Lícnidos desaparegué a causa d'un terratrèmol el 526; fonts històriques recorden que diversos centenars d'habitants van morir. La ciutat mai més torna a ser esmentada.

### Èpoques romana d'Orient, búlgara i sèrbia

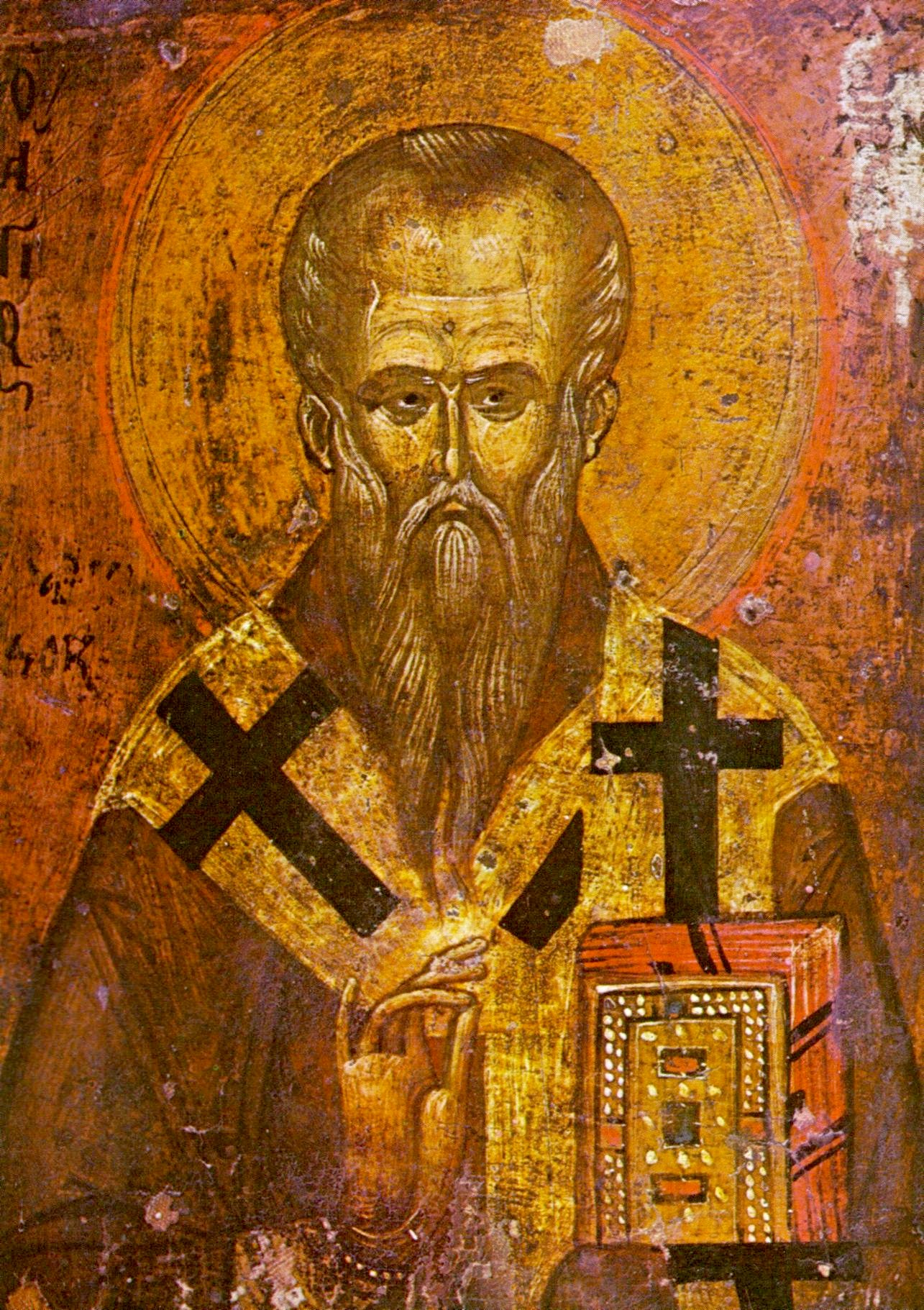
Sant Climent d'Ocrida, icona del o XIV

A partir del començament del segle vi, els eslaus travessaren el Danubi i devastaren els Balcans, que formaven llavors part de l'Imperi Romà d'Orient. La regió d'Ohrid fou colonitzada per la tribu dels berzites al segle vii. Els berzites es van unir amb altres tribus com els draguvites i els sagudates sota el domini d'Hatczon. Els berzites s'instal·laren igualment a les regions de Veles, Kavadarci, Prílep, Bítola i Dèbar, ciutats del sud-oest de l'actual Macedònia del Nord. Els escriptors romans d'Orient anomenaren aquest territori la «Sclavinia».
A partir del segle vii una cultura macedònia eslava va emergir, suplantant la cultura romana d'Orient al segle x. El poder de l'emperador va esdevenir igualment molt més feble a aquesta època.
El 886, sant Climent, un monjo eslau deixeble dels sants Ciril i Metodi es va instal·lar a la ciutat. Fou seguit set anys més tard per sant Naüm, altre alumne de Ciril i Metodi. Cadascun va fundar monestir que va portar el seu nom i on es van instruir centenars d'alumnes.

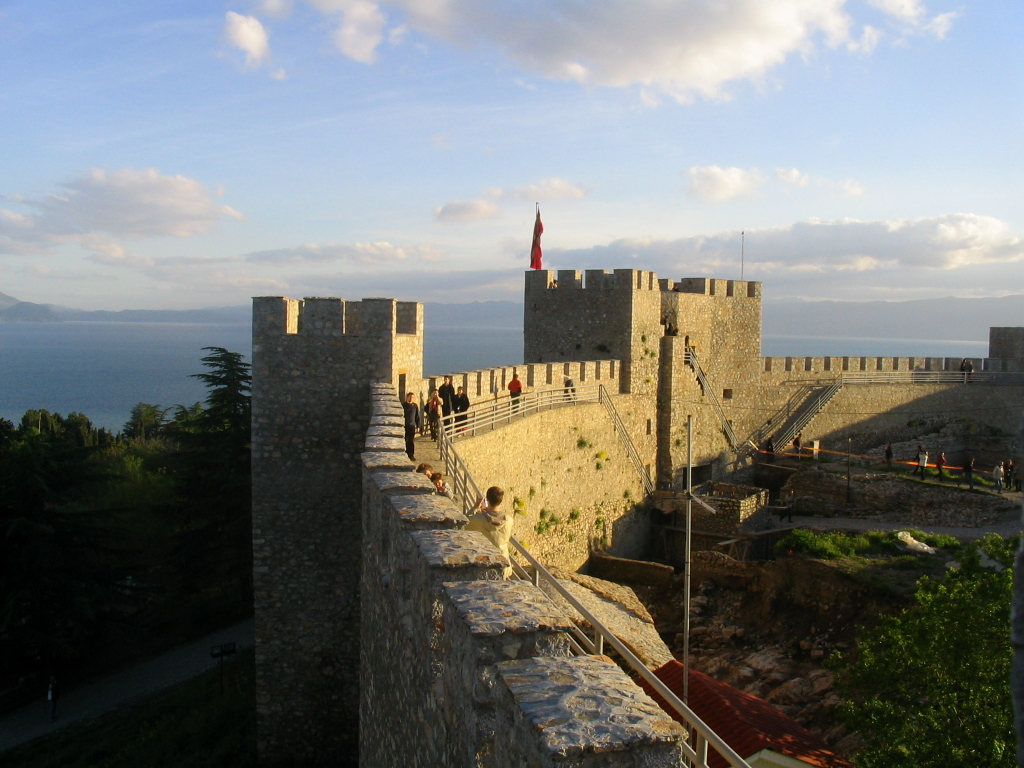
Mur de la fortalesa de Samuel

El 969, un conflicte oposa l'Imperi Romà d'Orient als rus de Kíev. Els búlgars, que formaven un imperi independent, lluitaren en els costats dels rus. En el transcurs de la guerra, La mort de Pere I de Bulgària comportà la revolta dels macedonis contra l'autoritat romana d'Orient. Ohrid fou el centre de la rebel·lió i, quan el príncep Samuel aconseguí constituir un estat búlgar amb Macedònia, va escollir la ciutat com a capital. Aquest estat cobria, a més de Macedònia del Nord, el territori de les actuals Bulgària, Sèrbia, part de Grècia, Albània i Croàcia. Tessalònica continua sent això no obstant, romana d'Orient. La ciutat d'Ohrid va créixer ràpidament i es va dotar d'una fortalesa, sent la seu del Patriarcat de Macedònia, creat per Samuel I.
El 1015, tanmateix, l'emperador Basili II prengué el control d'Ohrid, que fou recuperada pel búlgar Ivan Vladislav, nebot de Samuel. Aquest últim fou assassinat el 1018 i el 1073, un text descriu Ohrid com una ciutat en ruïnes. Seria Basili II, inquietat del risc de rebel·lió dels macedonis, que hauria fet destruir els llocs estratègics de la ciutat. L'emperador, que va suprimir el patriarcat autocèfal, mantingué no obstant això un arquebisbat a Ohrid, que li permet mantenir el seu domini a Macedònia.
El 1081, l'Imperi Romà d'Orient va declarar la guerra als normands, que envaïen els Balcans. Es quedaren a Ohrid fins al 1085. A partir d'aquest moment, la insubmissió dels macedonis enfront dels romans d'Orient va reprendre amplitud i el bogomilisme, moviment cristià considerat herètic, es va implantar àmpliament a la regió.
L'arribada de la Quarta Croada a Constantinoble el 1204 va precipitar l'Imperi Romà d'Orient a la ruïna. Es va dividir en diversos Estats, com l'Imperi de Nicea o el Despotat de l'Epir i Ohrid es va trobar al Regne de Tessalònica, un dels Estats Llatins d'Orient establerts pels croats. Poc temps després, el 1219, el patriarca de Nicea va crear un arquebisbat serbi autocèfal, que va posar com a competidor del d'Ohrid. Aquest últim va perdre diverses eparquies, que no va recuperar fins al 1272.
La ciutat d'Ohrid va ser llavors conquerida pel rei de Sèrbia Stefan Uroš IV Dušan el 1334. Aquest sobirà es va fer coronar emperador dels serbis i dels grecs el 1346 a Skopje.

### Època otomana

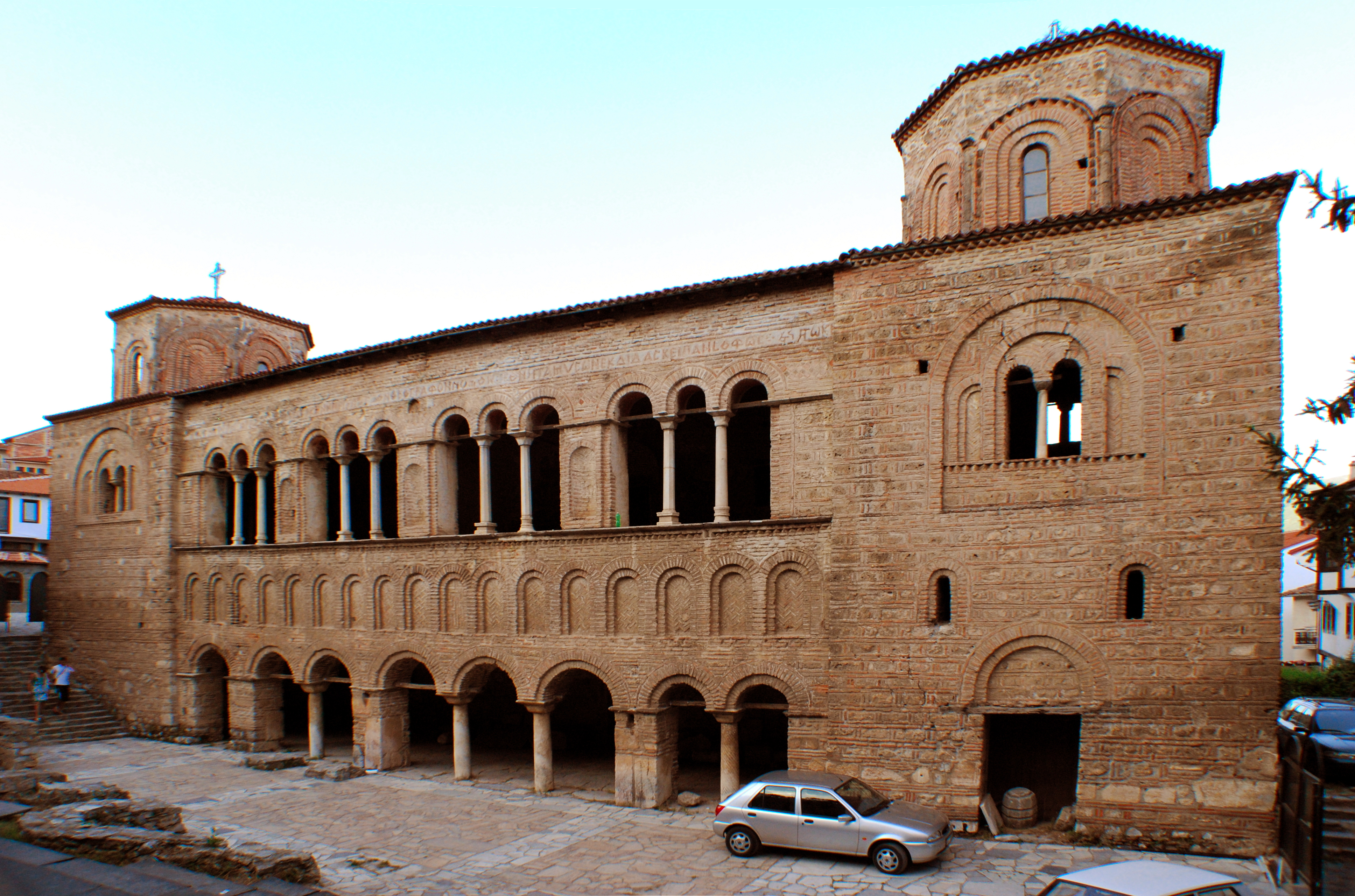
La catedral de Santa Sofia, transformada en mesquita al

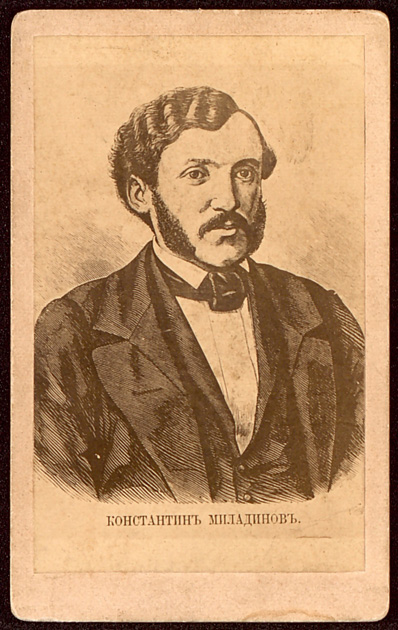
Konstantin Miladinov

A la fi del segle xiv, els serbis van ser reemplaçats a la regió pels turcs otomans, conduïts pel sultà Baiazet I. La data exacta del pas d'Ohrid als otomans no pot precisar-se; una inscripció en una església propera diu 1408, els escrits turcs afirmen el 1395.
L'arribada dels turcs i la islamització dels habitants va tenir un impacte important sobre la ciutat, que va canviar de cara. Els primers monuments turcs van ser construïts des del començament del segle xv i el monestir de Sant Pantaleó va ser convertit en mesquita, igual que la catedral de Santa Sofia al segle xvi.
Segons el padró efectuat pels turcs el 1582, el municipi d'Ohrid cobria llavors 88 pobles i comptava 13.592 habitants, cosa que vol dir una densitat de població elevada. La majoria dels habitants havien de ser macedonis eslaus, cohabitant amb minories valaques i albaneses. El gran viatger i escriptor del segle xvii Evliya Çelebi va inventariar (1670) a Ohrid 17 llocs de culte musulmà, set escoles primàries, 77 banys i tres cantines públiques. La ciutat comptava a més amb 150 botigues, tres tavernes, tres hostals i set cafès.
Al segle xviii, nombrosos desacords entre els bisbes i els patriarques de la regió van culminar amb la incorporació de l'arquebisbat d'Ohrid al de Constantinoble el 1767. Una anys després es va establir el govern a la localitat per part de Djemal al-DinBey, albanès i fill del visir Ahmed Pasha. Djala al-Din va restaurar les muralles d'Ohrid. El seu govern va durar fins al 1830.
El 1900 la població era de prop 9.000 habitants cristians i 5.500 musulmans i el kada tenia tres nahiyes (Debrica al nord, Ohrid i Istruga o Struga); el kada tenia 60.305 habitants dels quals 16.837 eren musulmans. A partir de la primera meitat del segle xix la ciutat d'Ohrid va ser testimoni del desenvolupament ràpid del nacionalisme macedoni. Els germans Miladinov, poetes i compiladors de contes populars, van fer ràpidament d'Ohrid un centre nacionalista. Van ser seguits per altres intel·lectuals, com Grigor Parličev o Kuzman Šapkarev, que hi van publicar diverses obres en la seva llengua natal, el macedoni.
A l'inici la influència grega era gran a Ohrid, i els nacionalistes es van suportar principalment en la llengua i les tradicions grega. Durant la segona meitat del segle xix, tanmateix, escoles purament macedònies van obrir i la població va començar a rebutjar les propagandes gregues i búlgares.
En el mateix moment, els Balcans esdevenien una de les regions més cobejades d'Europa, les rebel·lions contra els turcs eren freqüents a Bòsnia i Hercegovina, a Bulgària i a Macedònia del Nord, i Grècia havia obtingut la seva independència el 1821. El 1878, una guerra va oposar una coalició formada per Rússia, Sèrbia i Montenegro a l'Imperi Otomà, que va ser finalment vençut. Nacionalistes d'Ohrid van aprofitar el conflicte per formar un grup terrorista i atacar l'ocupant turc. Una vegada la guerra acabada, els membres d'aquest grup van ser severament castigats i la revolta aixafada.
El 1903, amb l'aparició de l'Organització Revolucionaria per a la Independència de Macedònia (Orim), fundada a Tessalònica, la lluita per a la independència es va fer més dura i un gran aixecament va trastornar el país. La revolta d'Ílinden va ser particularment violenta a la regió d'Ohrid, on 31 batalles van tenir lloc, oposant 2.091 rebels a 45.898 soldats turcs. Fins a 118 macedonis i 374 soldats turcs van morir i dels 75 pobles insurrectes, 32 van ser incendiats i 10 van ser parcialment cremats. 13 000 persones es van trobar sense casa. Ohrid fou ocupat per tropes sèrbies i montenegrines el 29 de novembre de 1912.

### Des de 1913

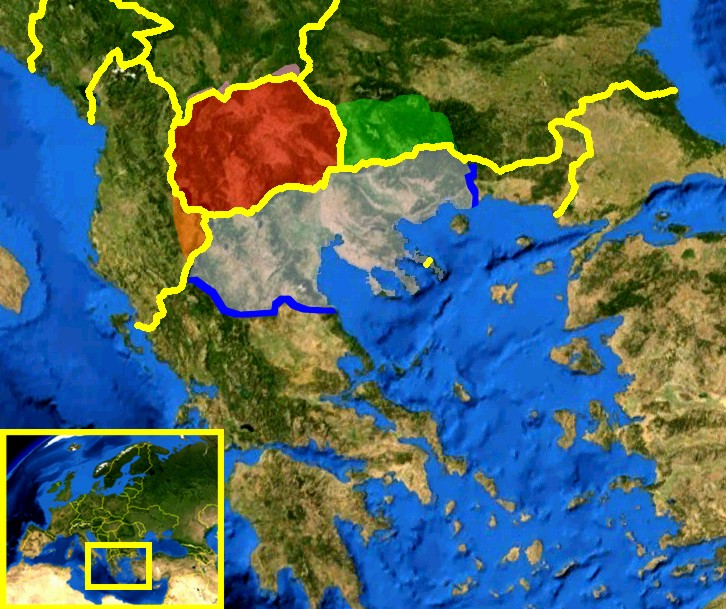
Macedònia, partida entre diversos estats el 1913 (en vermell, l'antiga Macedònia sèrbia, avui independent)

El 1913, Turquia finalment va haver de cedir Macedònia del Nord, que va ser compartida entre Grècia, Bulgària i Sèrbia. Ohrid va esdevenir teòricament sèrbia, però els búlgars van envair la Macedònia sèrbia i els combats entre els dos països van prosseguir durant la Primera Guerra Mundial.
El conflicte i el repartiment de Macedònia del Nord van ser desfavorables per a Ohrid. El 1923, comptava encara 12.000 habitants; un any més tard, no n'hi havia més que 10.000. El seccionament de la regió, que era econòmicament desenvolupada, entre tres estats diferents, explica la fugida dels macedonis d'Ohrid cap a altres ciutats més propícies a les seves activitats. Al final de la guerra, Ohrid va romandre a Sèrbia, que va formar amb altres territoris cedits per l'Imperi d'Àustria-Hongria, el Regne dels Serbis, Croates i Eslovens, que va ser tot seguit el Regne de Iugoslàvia el 1929.
Els Comunistes, presents a Ohrid des de 1908, van propagar àmpliament les seves idees a partir de 1920, mentre que la ciutat s'industrialitzava. El partit va ser prohibit des de 1921 pel poder iugoslau. Les idees comunistes tanmateix no havien desaparegut i durant la Segona Guerra Mundial, mentre que Ohrid era ocupada pels búlgars i després pels alemanys, simpatitzants socialistes es van guanyar el crèdit amb els habitants lluitant eficaçment contra l'invasor. Són els resistents comunistes de la 48è divisió de l'Alliberament del Poble que van entrar a la ciutat el 15 d'octubre 1944.
Després de l'Alliberament, Ohrid forma part de la República Socialista de Macedònia, primer reconeixement oficial de l'existència del poble macedoni eslau. En el mateix sentit, els consells tinguts a partir de 1943 permeteren el restabliment el 1967 d'una Església ortodoxa macedònia autocèfala, de la qual la seu era Ohrid. El musulmans van emigrar en gran part a Turquia el 1955-1956, però hi van restar els musulmans albanesos.
Durant la segona meitat del segle xx, la ciutat esdevingué un gran centre turístic, gràcies a les seves riqueses culturals i naturals. El Parc Nacional de Galičica fou creat el 1958 i la regió fou classificada com a Patrimoni de la Humanitat el 1979. En el moment del conflicte de 2001 a Macedònia, la ciutat fou la seu de les negociacions entre els caps rebels albanesos i el govern, que portaren el 13 d'agost de 2001 a la firma dels Acords d'Ohrid entre el govern i els rebels albanesos.

## Heràldica
L'escut de la ciutat d'Ohrid representa un vaixell navegant sobre el llac davant la Fortalesa de Samuel. Des que la ciutat FOU classificada per la UNESCO, l'or substitueix l'argent i les armes estan situades dins l'emblema del Patrimoni mundial, un quadrat que simbolitza les construccions humanes, envoltat d'un cercle que evoca la naturalesa.
Les armes tradicionals d'Ohrid es blasonen així:
D'atzur, cinc faixes ondades d'argent al peu, carregat d'una nau d'or envelada d'argent, sobremuntat d'un mont de sinople i d'un castell obert de cinc torres d'argent.

## Demografia
Segons el padró del 2002 el municipi d'Ohrid tenia llavors 54.380 habitants. Després s'ha fusionat tanmateix amb un altre municipi, el de Kosel, que era molt més petit i el 2002 tenia 1.759 habitants. Ohrid, en les seves dimensions actuals, tenia doncs a la mateixa data 55.749 habitants, cosa que en fa el setè municipi més poblat de Macedònia del Nord. No hi ha estadístiques conegudes exclusives només per la població d'Ohrid.
El grup ètnic més important està constituït pels macedonis eslaus, que representen un 85% de la població. Són seguits pels albanesos amb el 5,9%, després pels turcs, un 4%. Els gitanos, serbis, valacs, i els habitants que no pertanyen a cap d'aquests grups formen un 4,2% de la població.

## Economia

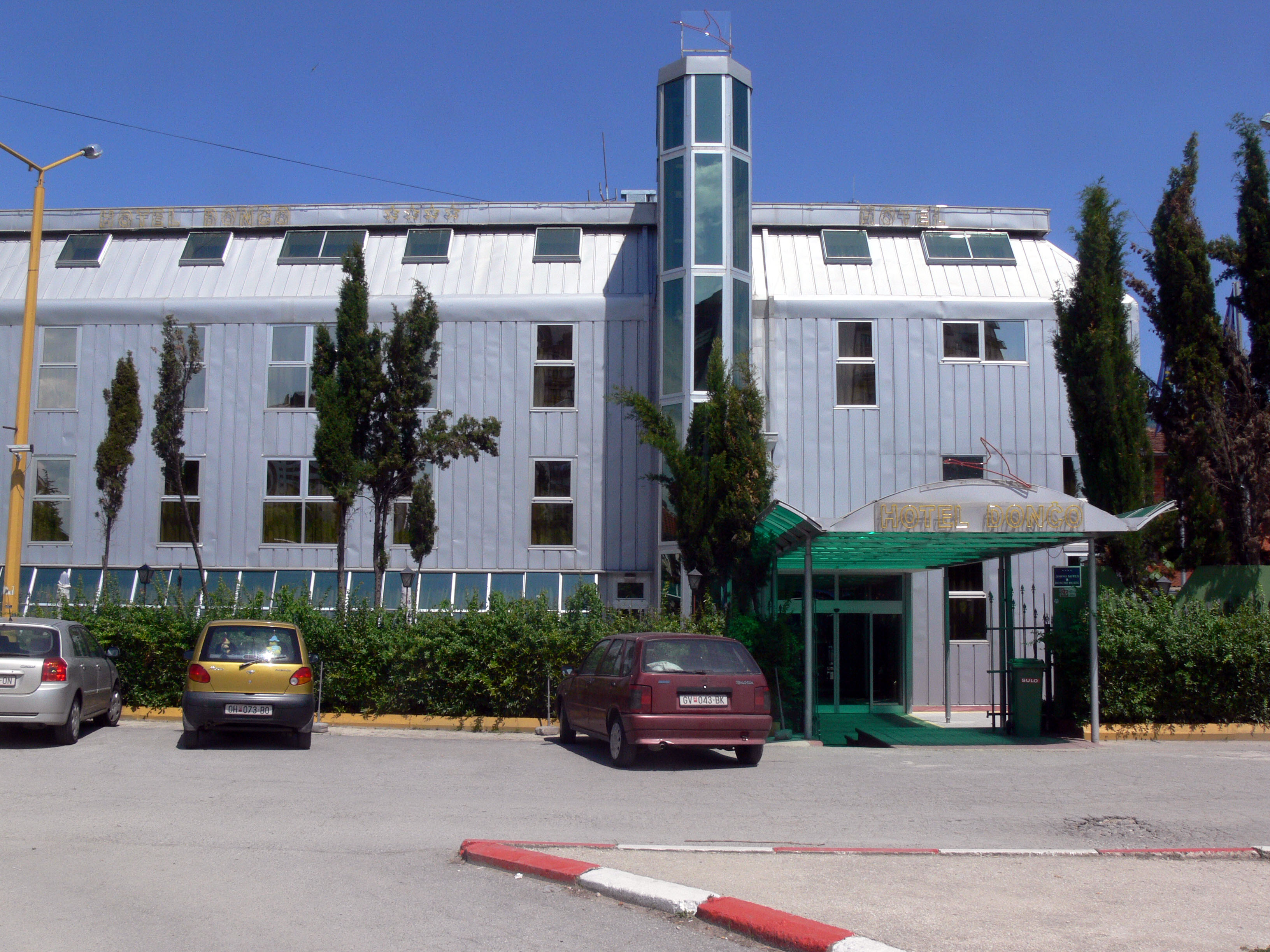
Hotel Donco, avui Flamengo

En tant que capital turística de Macedònia del Nord, Ohrid compta un nombre molt important d'hotels i de restaurants. Els turistes són atrets pels nombrosos indrets arqueològics, els monestirs, la vella ciutat, els paisatges únics, la naturalesa i el llac d'Ohrid.
El municipi viu igualment gràcies a la pesca, el llac d'Ohrid és d'altra banda el refugi de peixos endèmics tals com la truita d'Ohrid, molt considerada. Els boscos, nombroses a les muntanyes, són igualment explotades, encara que la presència del parc nacional posi regles de talla molt estrictes.
Malgrat aquestes activitats, el nivell de vida mitjà és més aviat feble. El 2001, segons el Banc Mundial, el producte interior brut per habitant s'elevava a 1.678 $ a la regió d'Ohrid. mentre que la República de Macedònia tenia una mitjana de 8.400 $ el 2007. El producte interior brut de la regió està augmentant tanmateix des de fa diversos anys.
El turisme ha sofert molt per l'aïllament del país i els problemes econòmics que ha conegut des de la seva independència, el 1992. Així, els hotels d'Ohrid ha vist tirar enrere el seu nombre de pernoctacions d'un 70% entre 1991 i 2004.